# Daddy Issues
Pour plus de détails, voir Fiche technique et Distribution.
Daddy Issues est un film indépendant américain réalisé par Amara Cash, sorti en 2018. Mettant en vedette Madison Lawlor et Montana Manning, ce film raconte l'histoire de Maya, une jeune femme queer de 19 ans, qui tombe amoureuse de Jasmine et se retrouve prise dans un triangle amoureux. Le film, encore peu connu, rencontre un grand succès auprès de la critique et du public. Il a été projeté dans plusieurs festivals de cinéma et a reçu de nombreuses distinctions, dont le prix du meilleur film LGBT au Festival international du film de Virginie du Nord.   

## Synopsis
À 19 ans, Maya rêve de partir étudier l'art dans une prestigieuse école en Italie. Elle est le mouton noir de sa famille traditionnelle américaine où sa mère la dénigre pour sa marginalité et sa sensibilité. En tant qu’artiste graphique queer, Maya se sent incomprise et recherche la beauté et l’amour. En plus de son art, elle est obsédée par Jasmine, une styliste, sur qui elle fantasme via Instagram depuis plus d’un an. Jasmine est une femme dans la vingtaine qui passe sa vie à faire la fête et à créer des collections de vêtements. Pour maintenir son mode de vie aisé, elle se fait verser une allocation de 5000$ par mois par un médecin beaucoup plus âgé qu’elle avec qui elle entretient des relations amoureuses et sexuelles. Cet homme, Simon, qui aurait l’âge d’être son père, à plusieurs troubles anxieux et une dépendance à l'héroïne. La relation entre Simon et Jasmine est basée sur un jeu de rôle où Jasmine incarne la fille de Simon et celui-ci tient le rôle du père. Elle s’habille en fillette et se comporte comme tel dans une chambre d’enfant aménagée pour eux. 
Le destin de Maya va basculer lorsqu'elle provoque la rencontre avec Jasmine et en tombe amoureuse. Une relation romantique et professionnelle va commencer entre elles où elles vont joindre leurs talents artistiques pour confectionner des habits qui mettent en valeur les dessins de Maya. L’idylle de Jasmine et Maya va se poursuivre en cadence avec celle de Jasmine et Simon dans le secret total des rivaux. Jusqu’au jour où, en quittant la résidence de Jasmine, Maya manque se faire renverser par une voiture : celle de Simon. Elle reconnaît tout de suite son père biologique dont elle n’a plus de nouvelles depuis six ans, mais ils ne se rendent pas tout de suite compte du lien particulier qu'ils entretiennent avec la même personne. À partir de ce moment, rien ne sera plus pareil dans la vie des trois protagonistes.

## Fiche technique
- Titre : Daddy Issues
- Réalisation : Amara Cash
- Scénario : Alex Bloom
- Production : Jenna Cedicci
- Costume : Gwyn Conaway
- Décors : Kendra Bradanini
- Maquillage et coiffure : KC Mussman
- Directeur photo : Nico Agular
- Maison de production : Under 1 Roof Productions
- Musique : Maxton Waller, Patrick Ridgen
- Pays d'origine : États-Unis
- Langue originale : anglais
- Format : couleur
- Genre : LGBT, drame, romance
- Durée : 88 minutes
- Date de sortie : 14 juillet 2018

## Distribution
- Madison Lawlor : Maya Mitchell
- Montana Manning : Jasmine Jones
- Andrew Pifko : Simon Craw
- Monte Markham : Gordon Craw
- Kamala Jones : Danielle Mitchell
- Seth Cassel : Jim Mitchell

## Réalisatrice
Amara Cash, originaire de Floride, a été actrice sept ans aux États-Unis avant de devenir réalisatrice. Amara a deux courts métrages à son actif, Night Shed (2014) et I'll Eat you Alive (2015), et Daddy Issues est son premier long métrage. En 2012, elle a cofondé la compagnie de production indépendante Under 1 Roof Productions avec le scénariste Alex Bloom. En 2019, elle a été nommée l’une des 25 cinéastes de film indépendant LGBT en plein essor.

## Thèmes et interprétations

### «Daddy issues»
Plusieurs sens peuvent être accordés à l'expression anglaise « daddy issues ». Tout d’abord, on peut considérer ce terme selon un concept que le psychiatre Carl Gustav Jung a conçu : le complexe d’Électre. Le complexe d’Électre est l’équivalent féminin du complexe d’Oedipe du psychanalyste Freud où le jeune garçon ressent de l’amour et de l'attirance pour sa mère, mais de la rivalité envers son père. Dans le complexe d’Électre, la jeune fille vit la même chose, mais les rôles sont inversés. Elle ressent des pulsions sexuelles pour son père et des pulsions hostiles envers sa mère. De plus, dans la communauté LGBT, l’expression «daddy issues» peut être utilisée dans le contexte où un homme ou une femme entretiennent des relations sexuelles, amoureuses ou romantiques avec un homme beaucoup plus âgé. «Daddy issues» peut aussi être utilisé par les hommes pour parler des femmes de manière misogyne en diminuant celles qui sont très dépendantes dans leurs relations. Certaines personnes entretiennent l'opinion qu'avoir été élevé par une mère monoparentale, des parents divorcés ou ne pas avoir eu de figure paternelle peut conduire à ressentir du désir sexuel pour les hommes qui remplacent cette figure paternelle. Aussi, l’expression anglaise «sugar daddy» se rapporte à l’expression précédente puisqu’elle désigne un homme âgé qui offre de l’argent ou des cadeaux en échange de relations sexuelles avec une femme beaucoup plus jeune. 
Dans ce contexte ci, les trois personnages principaux du film d'Amara Cash (Jasmine, Maya et Simon) ont chacun des problèmes très évidents avec leur père. 
D'une part, Jasmine s’est fait abandonner très jeune par son père et n’en garde presque aucun souvenir. Elle a comblé son absence par sa relation avec Simon dont elle est dépendante financièrement et émotivement. L’âge de Jasmine n’est jamais mentionné, mais on peut supposer qu’elle est dans le début de la vingtaine comme Maya. Cela signifierait qu’elle fréquente Simon depuis qu’elle a 14 ou 15 ans puisqu’il est dit que leur relation dure depuis six ans. Simon est le «sugar daddy» de Jasmine. Il lui offre une allocation de 5000$ par mois pour payer ses dépenses et son appartement en échange de leur relation singulière. Relation qui a pour fond le jeu de rôle où Jasmine nomme Simon «daddy» et se comporte comme sa fille. Simon s'intoxique à l'héroïne avant d'avoir des relations sexuelles avec Jasmine dans ce rapport de domination et d’«inceste». 
D'autre part, Maya a tout autant des problèmes avec les hommes. Son père a quitté sa vie depuis six ans et depuis elle n’en a aucune nouvelle. Son premier lien avec lui depuis toutes ces années est lorsqu’il manque l’écraser en voiture. Le fait qu'il que son père soit l'amant de Jasmine son amoureuse la perturbe énormément. Dans l’optique du complexe d’Électre, c’est en partie à cause de l’absence de leur père respectif que Jasmine et Maya sont autant en désaccord avec leurs mères et ne peuvent pas les supporter.
Enfin, la relation entre Simon et son père est ambiguë. Simon ment à son père et celui-ci le critique et le rabaisse. Le spectateur est porté à se demander quel genre de «daddy issues» a mené Simon vers ces comportements maladifs. Littéralement, «daddy issues» signifie «problèmes de papa». En ce sens, Simon éprouve aussi l'incapacité à exercer son rôle de père. Il n'a jamais été présent dans la vie de Maya et il a donc comblé ce vide avec Jasmine. Cette relation est-elle seulement un fétiche, ou est-ce pour lui un désir pédophile ou incestueux transposé? La mère de Maya avoue que Simon l'obligeait à faire des choses humiliantes et non désirées. On apprend aussi que dans les années précédentes elle avait appelé la police lorsque Simon avait envoyé un cadeau à Maya. 

### Angeetdémon
De prime abord, Maya et Jasmine sont aux antipodes l'une de l’autre. Maya est comme un petit lutin: rêveuse, utopique, sensible, en recherche de la beauté et de l’amour. Toujours habillée de teinte pastel, dans les tons de rose, de bleu ou de jaune. Elle est naïve et émerveillée par tout. Elle donne l’impression de n’être pas totalement sortie de l’enfance avec son mode de vie fantaisiste. Elle passe la majorité de son temps à créer de l’art ou à voguer dans son imagination. Avant de rencontrer Jasmine, elle était vierge dans son corps et son âme.
Jasmine, pour sa part, vit dans l'univers des vices et des péchés. Elle prend de la drogue, va dans plusieurs partys et mise sur la séduction avec son charisme et son magnétisme. Jasmine s’habille pour mettre en valeur son corps. Souvent dans les teintes de noir, elle met des décolletés plongeants, du linge transparent, moulant ou très court. Elle porte souvent deux toques qui peuvent rappeler les cornes du démon. Elle sait exploiter son corps et son «sex-appeal» pour manipuler et profiter des gens. Par-dessus tout, elle entretient cette relation toxique et secrète depuis son adolescence.
Pourtant, malgré ces différences superficielles, une base beaucoup plus profonde les unit. Délaissées toutes les deux par leur père dans leur enfance, elles ont de la difficulté à sortir de ce stade et éprouvent de la sécurité à ne pas évoluer. Dans sa relation avec Simon, Jasmine vit en quelque sorte la relation père/fille qui a fait défaut à Maya et elle. De plus, leurs relations avec leurs mères sont tout aussi dysfonctionnelles. La mère de Maya ne se préoccupe pas du tout d'elle, elle lui dit ouvertement qu’elle n’apprécie pas ce qu’elle est et qu’elle préfèrerait qu’elle parte. Maya ne ressent aucun amour de sa part. La mère de Jasmine a un trouble bipolaire, elle est dans la drogue et dans l’excès. Elle idolâtre sa fille, mais c’est cette dernière qui doit être la personne responsable et prendre soin de sa mère pour qu’elle ne fasse pas de folies. Jasmine et Maya ressentent toutes les deux un mal-être et la solitude de leur vie.

### Représentation de la communauté LGBT
Selon Eye For Film, le film Daddy Issues est «a valuable contribution to […] queer cinema». En effet, l'hétérosexualité n’est pas tenue pour acquise dans ce film. La relation lesbienne entre les deux femmes est naturelle et va de soi. Dans son entrevue pour le StarryMag, Amara Cash explique qu’en tant que femme bisexuelle, elle a voulu montrer dans son film différents types de sexualités et de représentation au sein de la communauté. C’est pourquoi dans une scène charnière Maya se revendique queer et lesbienne. Par contre, lorsqu’elle demande à Jasmine de lui dire si elle est lesbienne ou bisexuelle, celle-ci répond simplement qu’elle est «américaine», pour refuser de se catégoriser. Jasmine alterne fluidement entre des relations sexuelles et amoureuses avec Simon et Maya, sans moindrement se remettre en question.

### Film féministe?
Peut-on qualifier ce film de féministe? La réalisatrice a conçu son film pour donner la plus grande place aux femmes. Ce sont les femmes qui ont le premier rôle, elles sont extrêmement valorisées et les scènes sont filmées du point de vue de Maya. Le clitoris a une place importante et est mis en valeur. À la fin du film, il y a une certaine reprise de pouvoir des femmes sur leurs vies et des tentatives d'empowerment de Jasmine et de Maya pour se libérer du joug de domination de Simon.
Selon le test de Bechdel, la qualité de la présence féminine dans un film est évaluée selon trois critères.
- Deux femmes sont-elles nommées?
- Se parlent-elles?
- Leur conversation porte-t-elle sur un sujet autre qu'un personnage masculin?

Daddy Issues répond amplement à ces trois critères, mais cela ne veut pas dire pour autant qu'il est féministe. Les femmes sont davantage sexualisées que les hommes et il n’y a que les femmes qu’on voit dénudées. Lors des relations sexuelles entre Jasmine et Simon, Simon utilise son statut dominant d’homme et de «père» pour lui donner des ordres et décider du déroulement. Daddy Issues montre bien le privilège social du sexe masculin et la domination du patriarcat. Dans ce film, les femmes, autres que les personnages centraux, sont représentés comme mère au foyer (la mère de Maya) et femmes ayant des troubles psychologiques (la mère de Jasmine); tandis que les deux figures masculines importantes, Simon et Jim Mitchell, sont les pourvoyeurs d’argent. Jasmine est dépendante émotivement et financièrement de Simon et par la suite, c’est grâce à l’argent de Simon que Maya peut réaliser son rêve de partir en Italie. 
En somme, il est complexe de catégoriser le film Daddy Issues comme féministe en raison de tous ces éléments contradictoires.

## Style
Cette œuvre cinématographique a un style bien à elle. La musique électronique, les couleurs vives, qui le fait ressembler à un dessin animé ou à un manga, et le rythme effréné donnent le ton à ce premier long métrage d'Amara Cash. Le cadrage des scènes et le mouvement de la caméra permettent d’exprimer les émotions sans avoir recours à la parole. La scène de rupture entre Jasmine et Simon se fait dans un jeu d’ombre à contre-jour ce qui décuple l’impact de ce moment. Selon Hollywood North Magazine : «The results pop off the screen; if her montages are audiovisual candy, then her more intimate scenes are thematically rich dark chocolate».

## Accueil critique
Même si le film est encore peu connu, il a joué dans plusieurs festivals et a été acclamé par la critique et le public. Daddy Issues a été dépeint par Inside Out Film and Video Festival comme étant : «A dark romance with a tender heart» où la nouvelle réalisatrice Amara Cash est décrite comme étant «an exciting new talent with vision, style, and a twisted sense of humor». Punch Drunk Critics a également réagi au film en déclarant qu'il est «a quiet, human story that brilliantly made my skin crawl» et le décrivant comme un «beautiful nightmare», ainsi que plusieurs autres commentaires positifs comme : «The acting is top notch. Visually, it’s gorgeous. The script is fascinating and deeply disturbing». Cette critique lui a valu une note de 4/5. Le magazine Fugues dit de lui qu’il est un «film sans prétention, mais original à souhait, tant au niveau visuel que narratif». 

## Sélections
Daddy Issues a été créé en 2017 et a ensuite été présenté au :
- Arizona Underground Film Festival (2018) [9]
- Boston LGBT Film Festival (2018) [10]
- Fort Myers Film Festival (2018) [11]
- Inside Out Film and Video Festival (2018) [6]
- International Film Festival in London and Nice (2018)[12]
- MidWest WeirdFest (2018) [13]
- Northern Virginia International Film Festival (2018) [1]
- SOHO International Film Festival (2018) [14]
- Outfest Los Angeles LGBTQ Film Festival (2018) [15]

## Distinctions
| Festivals                                     | Année | Prix                                         | Récipiendaire   | Résultat   | Ref.   |
| --------------------------------------------- | ----- | -------------------------------------------- | --------------- | ---------- | ------ |
| Arizona Underground Film Festival             | 2018  | Prix du jury                                 | Daddy Issues    | Lauréat    | [ 9 ]  |
| Fort Myers Film Festival                      | 2018  | Meilleure film                               | Daddy Issues    | Lauréat    | [ 11 ] |
| London International Filmmaker Festival       | 2018  | Meilleure photographie dans un long métrage  | Nico Aguilar    | Lauréat    | [ 12 ] |
| London International Filmmaker Festival       | 2018  | Meilleur réalisateur                         | Amara Cash      | Lauréat    |        |
| MidWest WeirdFest                             | 2018  | Meilleur réalisateur                         | Amara Cash      | Lauréat    | [ 16 ] |
| Nice International Film Festival              | 2018  | Meilleur scénario original d'un long métrage | Alex Bloom      | Nomination | ,      |
| Nice International Film Festival              | 2018  | Meilleure actrice principale                 | Madison Lawlor  | Nomination | [ 18 ] |
| Northern Virginia International Film Festival | 2018  | Meilleur long métrage                        | Daddy Issues    | Lauréat    | [ 1 ]  |
| Northern Virginia International Film Festival | 2018  | Meilleur ensemble d'acteurs                  | Daddy Issues    | Nomination |        |
| Northern Virginia International Film Festival | 2018  | Meilleur réalisateur                         | Amara Cash      | Nomination |        |
| Northern Virginia International Film Festival | 2018  | Meilleure photographie                       | Daddy Issues    | Nomination |        |
| Northern Virginia International Film Festival | 2018  | Meilleur montage                             | Daddy Issues    | Nomination |        |
| Northern Virginia International Film Festival | 2018  | Meilleur scénario                            | Alex Bloom      | Lauréat    |        |
| Northern Virginia International Film Festival | 2018  | Meilleure actrice                            | Montana Manning | Lauréat    |        |
| Northern Virginia International Film Festival | 2018  | Meilleur acteur dans un second rôle          | Andrew Pifko    | Lauréat    |        |
| Northern Virginia International Film Festival | 2018  | La meilleure actrice dans un second rôle     | Kamala Jones    | Lauréat    |        |
| Northern Virginia International Film Festival | 2018  | Meilleur score                               | Daddy Issues    | Nomination |        |
| Northern Virginia International Film Festival | 2018  | Meilleur film LGBT                           | Daddy Issues    | Nomination |        |